# 251 (număr)
251 (două sute cincizeci și unu) este numărul natural care urmează după 250 și precede pe 252 într-un șir crescător de numere naturale.

## În matematică
251:
- Este un număr impar.
- Este un număr deficient.[1][2]
- Este un număr prim.[3][4]
- Este un număr prim bun.[5][6]
- Este un număr prim Chen.[7][8]
- Este un număr prim Euler[9][10]
- Este un număr prim izolat.[11][12]
- Este un număr prim Labos.[13][14]
- Este un număr prim Pillai.[15][16]
- Este un număr prim Solinas.[17][18]
- Este un număr prim Sophie Germain.[19][20]
- Este un număr prim tare.[21][22]
- Este un număr prim Eisenstein fără parte imaginară.[23]
- Este un număr Polignac.[24][25]
- Este un număr centrat 25-gonal.[26][27]
- Este suma a trei numere prime (79 + 83 + 89) și a șapte numere prime consecutive (23 + 29 + 31 + 37 + 41 + 43 + 47).
- Este cel mai mic număr care poate fi format în mai multe moduri prin însumarea a trei cuburi pozitive.[28][29] {\displaystyle 251=2^{3}+3^{3}+6^{3}=1^{3}+5^{3}+5^{3}.}
- Orice matrice 5 × 5 are exact 251 submatrici pătrate.[30]

## În știință
- 251 este masa atomică a celui mai stabil izotop al Californiului, cu o perioadă de înjumătățire de c. 900 de ani.[31]

### În astronomie
- Obiectul NGC 251 din New General Catalogue este o galaxie spirală cu o magnitudine 13,4 în constelația Peștii.
- 251 Sophia este un asteroid din centura principală.
- 251P/LINEAR (LINEAR 42)este o cometă periodică din sistemul nostru solar.